# Symphyogyna harveyana
Symphyogyna harveyana là một loài rêu trong họ Pallaviciniaceae. Loài này được Taylor mô tả khoa học đầu tiên.
Danh pháp khoa học của loài này chưa được làm sáng tỏ. 